# لاک‌پشت ماداگاسکار
لاک‌پشت ماداگاسکار (نام علمی: Astrochelys yniphora) نام یک گونه از تیره لاک‌پشت زمینی است.